# Kepler-70b
Kepler-70b (antiguamente llamado KOI-55.01; a veces catalogado como KOI-55 b) es un planeta descubierto orbitando la estrella subenana de tipo B (sdB) Kepler-70. Orbita a su estrella otro planeta, Kepler-70c, ambas orbitando muy cerca de su estrella madre. Kepler-70b completa una órbita alrededor de su estrella en sólo 5,76 horas, uno de los periodos orbitales mas cortos de los exoplanetas descubiertos hasta ahora, sólo en segundo lugar tras PSR 1719-14 b con un período de 2,2 horas. Por lo tanto, es el exoplaneta más caliente con una temperatura superficial de 7143 K. Su densidad es de 5500 kg/m³ la cual no es demasiado diferente de la de la Tierra
Kepler-70c pasa a 240.000 kilómetros de distancia de Kepler-70b durante su máximo acercamiento. Este es actualmente el máximo acercamiento registrado entre planetas.
Según Stephane Charpinet, el autor principal del artículo en Nature que anunció el descubrimiento de los dos planetas, «probablemente se hundieron profundamente en halo de la estrella durante la fase de gigante roja, pero sobrevivieron». Sin embargo, este no es el primer avistamiento de planetas que orbitan alrededor de una estrella post-gigante roja. Se han observado numerosos planetas en púlsares, pero ningún planeta se ha encontrado con un período tan corto alrededor de ninguna estrella, sea o no en la secuencia principal.

## Orígenes
Los dos planetas eran probablemente gigantes de gas, que en órbita espiral hacia adentro, hacia su estrella anfitriona que se convirtió en una gigante roja, fueron vaporizados por está dejando solamente sus núcleos sólidos, que ahora están orbitando la estrella sdb. Según la Enciclopedia de los Planetas Extrasolares, la estrella dejó el escenario de gigante roja hace 18 400 000 años.